# San Manuel (Pangasinán)
San Manuel  (Bayan ng  San Manuel - Ili ti San Manuel)  es un municipio filipino de primera categoría, situado en la isla de Luzón. Forma parte de la provincia de Pangasinán situada en la Región Administrativa de Ilocos, también denominada Región I.

## Geografía
Situado al noreste de la provincia en el límite con la de Benguet. Linda al norte con el municipio de Itogon; al sur con el de Asingán; al este con el de San Nicolás; y al oeste con los de Sisón y de Pozorrubio.

### Barangays
El municipio  de San Manuel se divide, a los efectos administrativos, en 14 barangayes o barrios, conforme a la siguiente relación:
| - San Antonio-Arzadón - Cabacaraán - Cabaritán - Flores | - Guiset del Norte (Población) - Guiset del Sur (Población) - Lapalo | - Nagsaag - Narra - San Bonifacio | - San Juan - San Roque - San Vicente - Santo Domingo |  |

## Historia
Población fundada el año 1614 por Manuel Sequig en el lugar que ocupa el barrio Pao, ahora Bato.
La primera iglesia  construida en Pao en 1688 fue incendiada en 1720, debido a la superstición. 
Entonces los indígenas oyeron misa en Sinapug, nombre del Asingan.
Aunque San Manuel se convirtió en municipio en 1859, fue absorbido durante la Ocupación estadounidense de Filipinas por el vecino municipio de Asingán, entre los años 1903 a 1907.

## Patrimonio

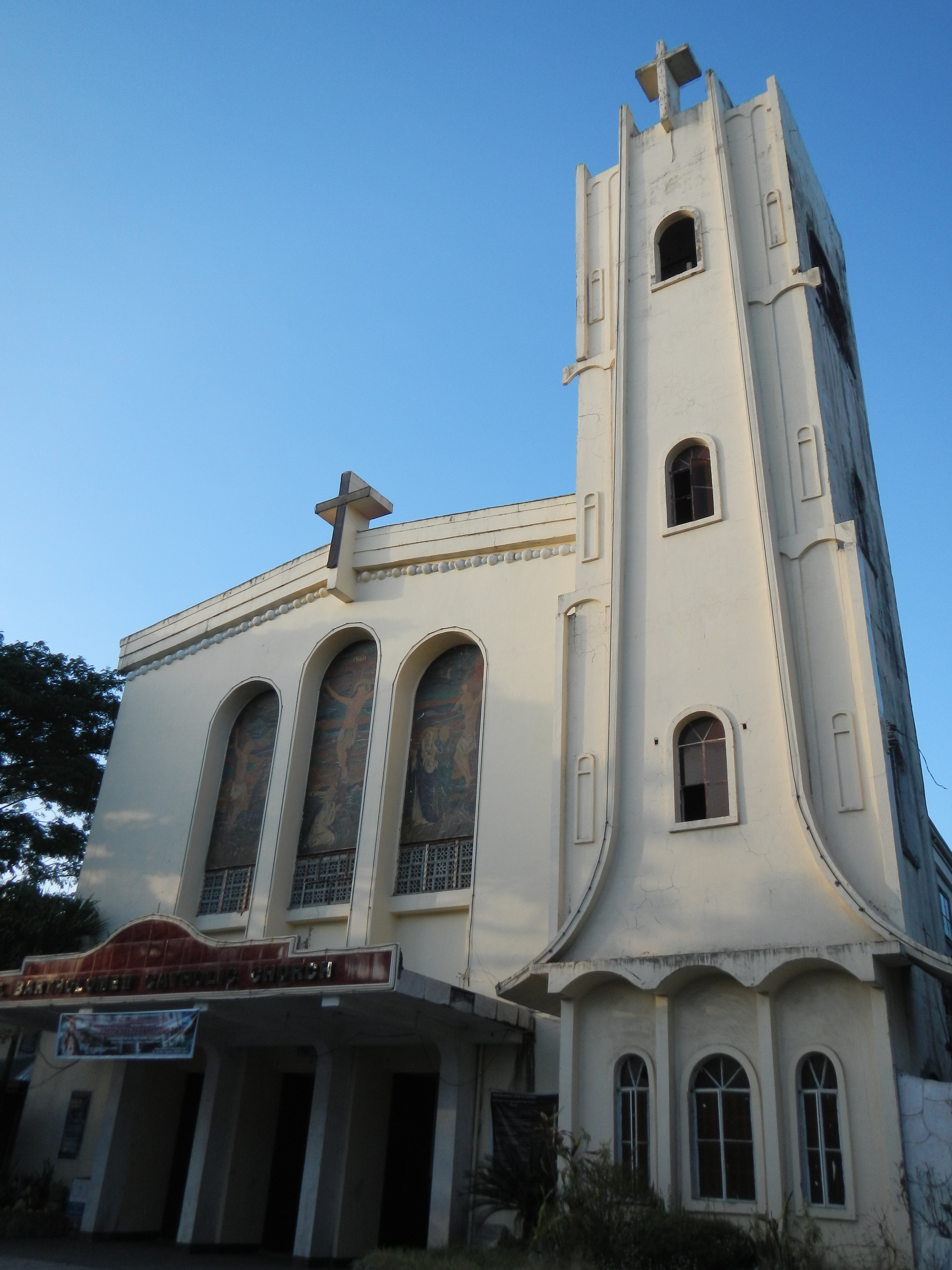
Iglesia de San Bartolomé.

La iglesia parroquial católica, bajo la advocación de San Bartolomé, data del año 1687 y pertenece a la Diócesis de Urdaneta en la Arquidiócesis  de Lingayén-Dagupán.
En 1860 se establece en San Manuel una casa de la Orden Dominica.
Por Real Decreto de 6 de julio de 1878 pasa a ser parroquia independiente de Asingan.
La primera ermita o visita, de planta cruciforme, fue erigida con la ayuda de los fieles por el cura párroco Bonifacio Provenza.
Fray José María Puente continuó la construcción, pero el 1 de octubre de 1894, un gran torbellino destruyó la ermita que fue reconstruida por el Padre Fuente.
La iglesia fue destruida por los revolucionarios en 1898, pero el padre Probanza la reconstruyó.

## Presa de San Roque
San Manuel es hoy conocido por la Presa de San Roque, que embalsa las aguas del río Agno, una de las  más grandes de Asia.